# Ensemble moderne de Pampulha
L'ensemble moderne de Pampulha (en portugais : Conjunto Moderno da Pampulha) est un projet urbain à Belo Horizonte, dans le Minas Gerais, au Brésil.

## Histoire
Construit autour du lac artificiel de Pampulha, l'ensemble est une cité-jardin qui comprend plusieurs bâtiments de l'architecte Oscar Niemeyer — comme l'église Saint François d'Assise — en collaboration avec le paysagiste Roberto Burle Marx.

## Protection
Le site a été inscrit au patrimoine mondial lors de la 40e session du Comité du patrimoine mondial, en 2016.

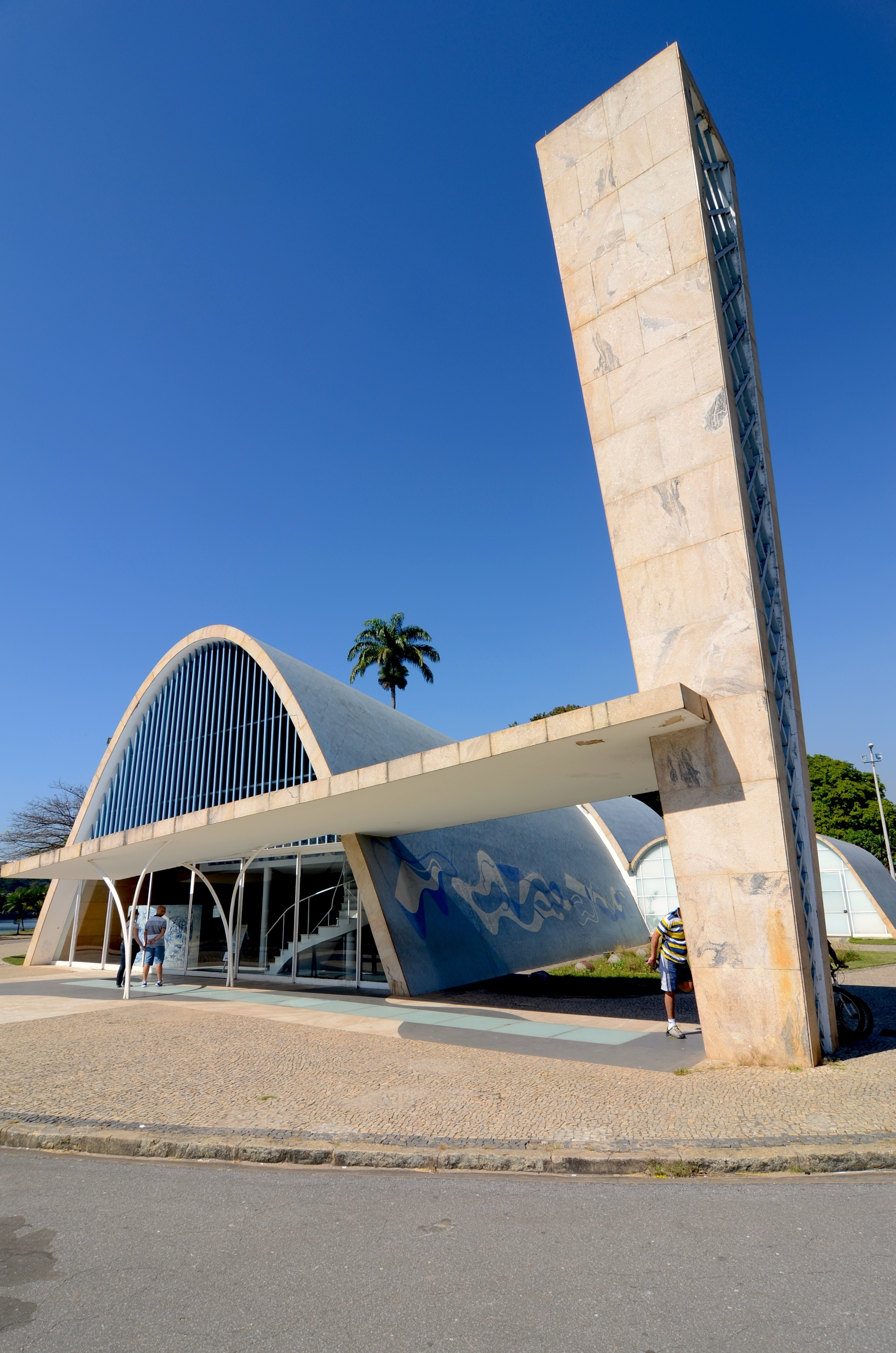
L'église Saint François d'Assise.